# Fcγ-Rezeptor IIa
Der Fcγ-Rezeptor IIa (synonym CD32a) ist ein Oberflächenprotein aus der Gruppe der Fc-Rezeptoren.

## Eigenschaften
Der Fcγ-Rezeptor IIA bindet als Fcγ-Rezeptor die Fc-Region von Immunglobulin G mit niedriger Affinität und wird von Monozyten, Neutrophilen und Eosinophilen gebildet. Er ist an der Phagozytose nach Opsonisierung beteiligt. Fcγ-Rezeptor IIA ist glykosyliert und phosphoryliert.